# Friedrich Drake

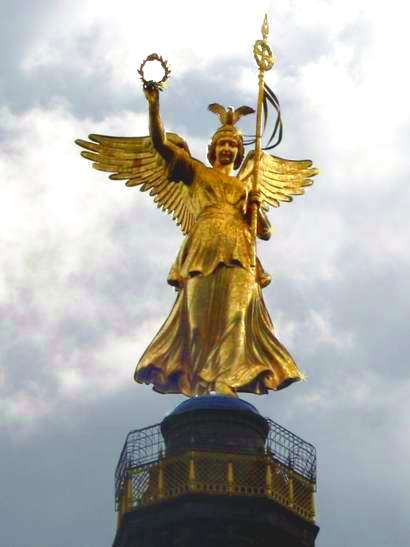
Victoria, en la cima de la Columna de la Victoria en Berlín.

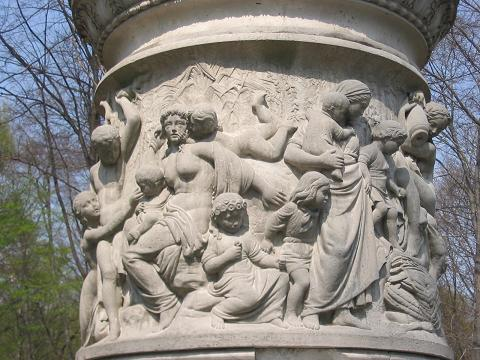
Detalle del monumento al rey Federico Guillermo III de Prusia en Berlín, cerca de la Puerta de Brandeburgo, 1849.

Friedrich Drake (23 de junio de 1805, Pyrmont - 6 de abril de 1882, Berlín) fue un escultor alemán, conocido por sus enormes estatuas memoriales.

## Biografía
Era el hijo de un mecánico y sirvió como aprendiz de tornero en Minden, siendo después empleado en el taller de su padre. Mientras estuvo ahí, realizó varios modelos de arcilla como entretenimiento. Un pariente de Christian Daniel Rauch los vio y quedó impresionado, dándole así un puesto en el estudio de Rauch en Berlín.
El primer encargo importante lo recibió en 1836. Fue una colosal estatua de Justus Möser en la ciudad de Osnabrück, lo que pagó el tradicional viaje de estudios a Italia. Con una carta de recomendación de Rauch, visitó a Bertel Thorvaldsen, presentándose con grabados de su trabajo. Retornó a Berlín en 1837 y fue seleccionado para la Academia de las Artes Prusiana. Pronto fundó su propio taller, con sus hermanos Jorge y Luis como asistentes y su hermana Carolina como ama de llaves. Carolina contrajo matrimonio con el pintor Friedrich Eduard Meyerheim y, en 1843, Drake se casó con Lisette Schönherr, con quien tuvo seis hijos.
En 1847, Drake fue nombrado "Profesor Real" y, en 1863, fue reconocido con el Orden al Mérito de la Corona Prusiana para las Artes y las Ciencias. Se convirtió en Vicecanciller de la Academia en 1879. Utilizando su experiencia como fornido mecánico, inventó un marco que permitía a modelos desnudos mantener sus posturas.
Durante estos años, su taller estuvo constantemente ocupado produciendo esculturas de personajes públicos bien conocidos, incluyendo una estatua de Philipp Melanchthon en Wittenberg y una de Alexander von Humboldt en Filadelfia para conmemorar el centenario de la Declaración de Independencia de Estados Unidos. Contrajo matrimonio con la Condesa María de Waldeck en 1859, después de la prematura muerte de su primera esposa.

## Obras
Ejecutó numerosas estatuas y bustos de famosas figuras, tales como Lorenz Oken, Leopold von Ranke, Otto von Bismarck y Helmuth von Moltke. Otros trabajos son:
- Victoria, sobre la Columna de la Victoria de Berlín. La estatua fue criticada al principio por ser demasiado grande y tosca para la pequeña columna. En 1939, la columna fue ampliada.
- Ocho Provincias de Prusia, representadas por grandes figuras alegóricas
- Guerrero muriente coronado por la Victoria (1833)
- Madonna e Hijo, adquirida por la Emperatriz de Rusia
- Viñadora (Museo Nacional, Berlín)
- Monumento a Philipp Melanchthon en la plaza del mercado de Wittenberg (dedicado en 1865)
- Estatua ecuestre de bronce del rey Guillermo I de Prusia en Colonia para la Exposición Universal (1867). Este monumento le mereció la medalla de oro de la Legión de Honor.
- Colosal estatua de bronce de Justus Möser, estadista alemán, para Osnabrück (1836)
- Estatua de mármol de Christian Rauch (vestíbulo del Neues Museum, Berlín)
- Estatua del escultor Karl Friedrich Schinkel (1869)
- Grupo escultórico de mármol en el "Schloßbrücke" (Puente del Palacio) representando "Guerreros coronados por la Victoria" (1850)